# Alfred-Döblin-Preis
Alfred-Döblin-Preis (pol. Nagroda im. Alfreda Döblina) – nagroda w dziedzinie literatury, ufundowana w 1979 roku przez Güntera Grassa. Nagroda jest przyznawana co dwa lata przez Akademię Sztuki w Berlinie i Kolokwium Literackie w Berlinie, wynosi od 10 000 do 15 000 euro. Jest traktowana jako wsparcie finansowe na publikację nagrodzonych manuskryptów. Wyboru laureata dokonuje trzyosobowe jury.

## Laureaci nagrody
- Gerold Späth – 1979
- Klaus Hoffer(inne języki) – 1980
- Gert Hofmann – 1982
- Gerhard Roth(inne języki) – 1983
- Stefan Schütz(inne języki) – 1985
- Libuše Moníková – 1987
- Edgar Hilsenrath(inne języki), Einar Schleef(inne języki) – 1989
- Peter Kurzeck(inne języki), Norbert Bleisch(inne języki) – 1991
- Reinhard Jirgl(inne języki), Andreas Neumeister(inne języki) – 1993
- Katja Lange-Müller, Ingo Schulze – 1995
- Ingomar von Kieseritzky(inne języki), Michael Wildenhain(inne języki) – 1997
- Norbert Gstrein – 1999
- Josef Winkler(inne języki), Heike Geißler(inne języki) – 2001
- Kathrin Groß-Striffler(inne języki) – 2003
- Jan Faktor – 2005
- Michael Kumpfmüller(inne języki) – 2007
- Eugen Ruge – 2009
- Jan Peter Bremer(inne języki) – 2011
- Saša Stanišić – 2013
- Natascha Wodin(inne języki) – 2015
- María Cecilia Barbetta(inne języki) – 2017
- Ulrich Woelk(inne języki) – 2019